# Aliceville (Alabama)
Aliceville er en by i den østlige del af staten Alabama i USA. Den er den største by i det amerikanske county Pickens County. Byen har 2.177 (2020) indbyggere.